# In Concert/MTV Plugged
In Concert/MTV Plugged är ett konsertvideoalbum och livealbum av Bruce Springsteen, utgivet till VHS den 15 december 1992 och till CD av skivbolaget Columbia Records den 12 april 1993. Många stora artister medverkade i MTV Unplugged, akustiska liveframträdanden. Springsteen ville dock lansera sitt nya band och fick tillåtelsen att använda vilka instrument han ville. Låtarna är främst hämtade från skivorna Human Touch och Lucky Town.

## Låtlista
Samtliga låtar skrivna av Bruce Springsteen.
1. "Red Headed Woman" - 2:51
2. "Better Days" - 4:27
3. "Atlantic City" - 5:37
4. "Darkness on the Edge of Town" - 4:40
5. "Man's Job" - 5:43
6. "Human Touch" - 7:29
7. "Lucky Town" - 5:07
8. "I Wish I Were Blind" - 5:14
9. "Thunder Road" - 5:28
10. "Light of Day" - 8:16
11. "If I Should Fall Behind" - 4:44
12. "Living Proof" - 6:05
13. "My Beautiful Reward" - 5:57

## Medverkande
- Bruce Springsteen - gitarr, sång
- Zachary Alford - trummor
- Roy Bittan - keyboard
- Shane Fontayne - gitarr
- Tommy Sims - bas
- Crystal Taliefero - gitarr, percussion, sång
- Gia Ciambotti - sång
- Carol Dennis - sång
- Cleopatra Kennedy - sång
- Bobby King - sång
- Angel Rogers - sång
- Patti Scialfa - sång